# Laso
Laso (ve svém původním významu zváno častěji lariat) je praktická pracovní pomůcka sloužící pro chytání a svazování hospodářských zvířat nejčastěji na farmách určených pro chov skotu či koní (ranč), jež bývá často prováděna během jízdy na koni. Jedná se o velkou smyčku na konci lana nebo provazu, vytvořenou pomocí provlékacího oka, zvaného honda. Dříve se používala splétaná (méně často kroucená) lana z přírodních materiálů (koňských žíní, lidských vlasů, bavlny, konopí, sisalu nebo pruhů nevydělané kůže). Dnes jsou nejčastější nylonová a polyesterová, ale dosud se používají i tradiční kožená. Pro praktické účely jsou vhodnější lana tužší, která lépe drží tvar, ale především pro trikové účely jsou vyráběna lasa mnoha různých stupňů tuhosti. 
Kromě základní ryze praktické činnosti se laso také využívá pro různé dovednostní cviky, k rekreačnímu sportování, pro westernové soutěže či cirkusové výstupy apod., tato činnost se souhrnně nazývá lasování. Některé soutěžní činnosti jsou v Evropě, ale i v několika státech USA zakázány.

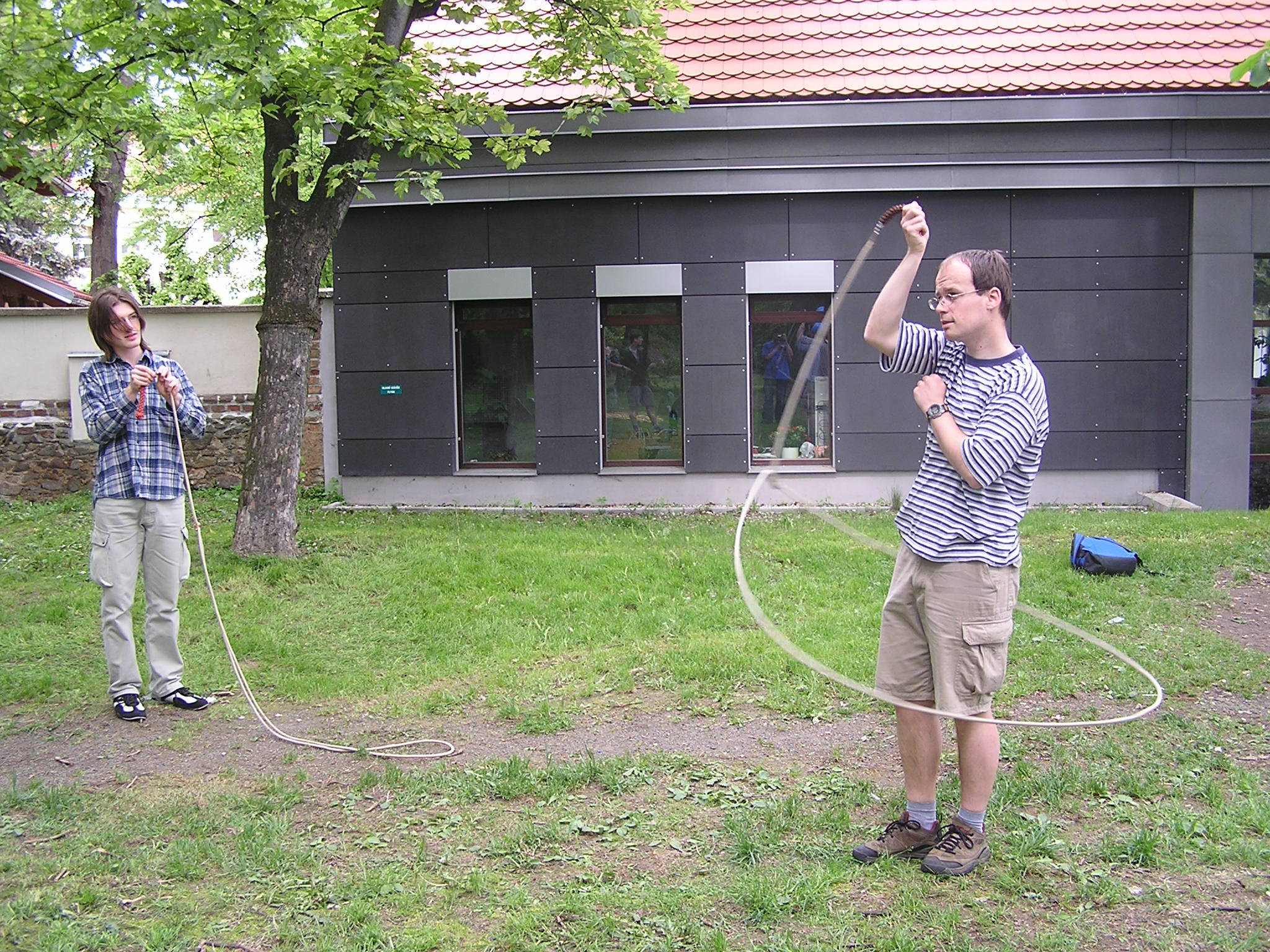
muž točící krinolínu

Laso bývá také atraktivní rekvizitou v různých literárních a audiovizuálních dílech tematicky čerpajících z prostředí severoamerického Divokého západu, jedná se o oblíbenou součást výzbroje kovbojů, trapperů, lovců či indiánů. Indiáni používali laso nejen při chytání a krocení zdivočelých koní (mustangů), ale také v boji, čímž prosluli především Komančové a Uteové. Laso bylo používáno k zachycení nepřátelského jezdce a jeho stržení ze sedla. Podle antických zpráv používali ke stejnému účelu laso také válečníci Skythů, Sarmatů a Hunů.
Jiným druhem lasa je smyčka, upevněná na konci lehké tyče, jíž používají Mongolové, Kazaši a jiní středoasijští pastevci k chytání koní. Laso zvané arkan, spletené ze šlach nebo kožených řemínků, je nezbytnou pomůckou severských pastevců sobů od skandinávských Sámů až po domorodé obyvatele Sibiře. Domácí sobi jsou k lidem značně nedůvěřiví a pokud je potřeba některého z nich odchytit, lze to provést jen pomocí lasa. Laso se hází sobu na parohy a lasař přitom stojí na zemi. Laso, obvykle vrhané z jedoucího terénního automobilu, sloužilo dříve k odchytu volně žijících kopytníků, zejména v Africe. Např. zoolog Josef Vágner takto při svých afrických expedicích chytal žirafy, slůňata a další druhy afrických kopytníků. V současné době se však při odchytu divokých zvířat dává přednost imobilizaci pomocí narkotizační střely.